# Birgit Heller
Birgit Heller (* 20. Dezember 1959 in Salzburg) ist eine österreichische Religionswissenschaftlerin.

## Leben
Heller studierte in Wien und Salzburg Philosophie, Klassische Philologie, Theologie, Indologie und Altorientalistik. Nach mehreren Studienaufenthalten in Indien erlangte sie 1983 in Wien den Mag. theol. Seit 1985 war sie am Institut für Religionswissenschaft der Katholisch-Theologischen Fakultät der Universität Wien als Universitätsassistentin tätig, hatte dort regelmäßige Lehraufträge und promovierte 1988 zum Dr. theol. Im Jahr 1998 habilitierte sie an der Universität Hannover zum Dr. phil. habil., lehnte im darauffolgenden Jahr einen Ruf nach Bremen ab und wurde außerordentliche Universitätsprofessorin an der Universität Wien.
Heller beschäftigt sich in ihren Forschungen mit den Themenbereichen Sterben, Tod und Trauer, Frauen- und Geschlechterforschung, Hindu-Religionen sowie Palliative Care. 2019 wirkte sie in der ORF-Dokumentation Reinigung von innen - Fasten in den Religionen mit.
Sie ist mit Andreas Heller (Professor an der Universität Graz) verheiratet und hat zwei Töchter.

## Werke (Auswahl)
Verfasst:
- Gott als „Licht“ in Israel und Mesopotamien. Eine Studie zu Jes 60, 1–3., Österreichische Biblische Studien 7, Klosterneuburg 1989
- Heilige Mutter und Gottesbraut, Frauenemanzipation im modernen Hinduismus, Milena, 1999, ISBN 978-3-85286-074-9

In Sammelbänden:
- Gott als Frau. Altorientalische Quellen der Göttinnenverehrung, In: Edith Specht (Hrsg.): Nachrichten aus der Zeit. Ein Streifzug durch die Frauengeschichte des Altertums, Wien, Milena, 1992, ISBN 978-3900399665
- Her Holiness Mahajagadguru Mate Mahadevi. Weibliche Leitung als Ausdruck der Gleichberechtigung bei den Liṅgāyats, In: Manfred Hutter (Hrsg.): Frau und Göttin, Graz 1998
- Kulturen des Sterbens. Interreligiosität als Herausforderung für Palliative Care, In: Andreas Heller u. a. (Hrsg.): Kultur des Sterbens. Bedingungen für das Lebensende gestalten, Freiburg i. B., 2000, ISBN 3-7841-1231-5
- Beziehungen zwischen Diesseits und Jenseits – Vom Sozialcharakter des Todes in religiös-kulturellen Traditionen und der Moderne. 2017 Sozialpolitik.ch, VOL. 1/2017: 1–21 ( auf sozialpolitik.ch)

Lexika
- Warum Unreinheit stigmatisiert wird. J. Urol. Urogynäkol. AT 27, 33–37 (2020). DOI:10.1007/s41972-020-00101-x
- Frau, In: Lexikon für Theologie und Kirche, Bd. 4, 1995
- Matriarchat, In: Lexikon für Theologie und Kirche, Bd. 6, 1997, Sp. 1475.
- Frau, In: Religion in Geschichte und Gegenwart, Bd. 3, 2008

In Zeitschriften
- Der Frauen Weisheit ist nur bei der Spindel. Zur Geschichte weiblicher Interpretationskompetenz im Hinduismus und Judentum, In: Zeitschrift für Religions- und Geistesgeschichte, 51, 1999, S. 289–300
- Leben bewahren – Sterben zulassen. Weltreligionen und Euthanasie, In: Zeitschrift für Religionswissenschaft, 9, 2001, S. 105–134